# ابرشوانگ
ابرشوانگ (به آلمانی: Eberschwang) یک منطقهٔ مسکونی در اتریش است که در ناحیه راید ایم اینکرایس واقع شده‌است. ابرشوانگ ۴۰٫۴ کیلومتر مربع مساحت دارد ۵۲۹ متر بالاتر از سطح دریا واقع شده‌است.

## خواهرخوانده
شهر کیشوئیسالاش خواهرخواندهٔ ابرشوانگ هست.